# Art Metrano
Arthur Metrano, detto Art (New York, 22 settembre 1936 – Aventura, 8 settembre 2021), è stato un attore e comico statunitense.
Divenne noto soprattutto per il suo ruolo del perfido e leccapiedi tenente e comandante Mauser in Scuola di polizia 2 - Prima missione e Scuola di polizia 3 - Tutto da rifare.
È morto per cause naturali l'8 Settembre 2021 nella sua casa di Aventura in Florida all'età di 84 anni.

## Filmografia

### Cinema
- Rocket Attack U.S.A., regia di Barry Mahon (1961)
- Non si uccidono così anche i cavalli? (They Shoot Horses, Don't They?), regia di Sydney Pollack (1969)
- Norma, regia di Ted Roter (1970)
- Chi ha ucciso Jenny? (They Only Kill Their Masters), regia di James Goldstone (1972)
- Il rompicuori (The Heartbreak Kid), regia di Elaine May (1972)
- Un duro al servizio della polizia (Slaughter's Big Rip-Off) , regia di Gordon Douglas (1973)
- Un ragazzo tutto americano (The All-American Boy), regia di Charles Eastman (1973)
- L'avventuriero degli abissi (The Treasure of Jamaica Reef), regia di Virginia L. Stone (1974)
- La doppia vita di Dirty O'Neil (Dirty O'Neil), regia di Leon Capetanos e Lewis Teague (1974)
- L'uomo più forte del mondo (The Strongest Man in the World), regia di Vincent McEveety (1975)
- Linda Lovelace for President, regia di Claudio Guzmán e Arthur Marks (1975)
- Warhead, regia di John O'Connor (1977)
- Uppercut, regia di Daniel Mann (1978)
- Sette uomini da uccidere (Seven), regia di Andy Sidaris (1979)
- Ladre e contente (How to Beat the High Cost of Living), regia di Robert Scheerer (1980)
- Agenzia divorzi (Cheaper to Keep Her), regia di Ken Annakin (1980)
- Going Ape!, regia di Jeremy Joe Kronsberg (1981)
- La pazza storia del mondo (History of the World, Part I), regia di Mel Brooks (1981)
- The Stress Mess, regia di Ron Underwood – cortometraggio (1982)
- All'ultimo respiro (Breathless), regia di Jim McBride (1983)
- Teachers, regia di Arthur Hiller (1984)
- Tiger - Frühling in Wien, regia di Peter Patzak (1984)
- Scuola di polizia 2 - Prima missione (Police Academy 2: Their First Assignment), regia di Jerry Paris (1985)
- Malibu Express, regia di Andy Sidaris (1985)
- Scuola di polizia 3 - Tutto da rifare (Police Academy 3: Back in Training), regia di Jerry Paris (1986)
- Beverly Hills Bodysnatchers, regia di Jonathan Mostow (1989)
- Gummibärchen küßt man nicht, regia di Walter Bannert (1989)
- Toys - Giocattoli (Toys), regia di Barry Levinson (1992)
- L'omicidio nella mente (Murder in Mind), regia di Andrew Morahan (1997)
- Benvenuta in paradiso (How Stella Got Her Groove Back), regia di Kevin Rodney Sullivan (1998)
- Posta del cuore (Good Advice), regia di Steve Rash (2001)

### Televisione
- CBS Repertoire Workshop - serie TV, episodio 1x1 (1960)
- Vacation Playhouse - serie TV, episodio 1x06 (1963)
- Swingin' Together, regia di Gene Reynolds - film TV (1963)
- Mod Squad, i ragazzi di Greer (The Mod Squad) - serie TV, episodio 1x05 (1968)
- Sui sentieri del West (The Outcasts) - serie TV, episodi 1x05-1x14 (1968–1969)
- Vita da strega (Bewitched) - serie TV, 5 episodi (1968–1970)
- Ironside - serie TV, 5 episodi (1969–1974)
- Mannix - serie TV, episodio 2x13 (1969)
- Ai confini dell'Arizona (The High Chaparra) - serie TV, episodio 2x24 (1969)
- Dove vai Bronson? (Then Came Bronson) - serie TV, episodio 1x01 (1969)
- Mr. Deeds Goes to Town - serie TV, episodio 1x03 (1969)
- The Good Guys - serie TV, episodio 2x08 (1969)
- In Name Only, regia di E.W. Swackhamer - film TV (1969)
- Adam-12 - serie TV, episodio 2x11 (1969)
- Laugh-In - serie TV, episodi 3x21-3x23 (1970)
- La tata e il professore (Nanny and the Professor) - serie TV, episodio 1x07 (1970)
- Bonanza - serie TV, episodio 11x25 (1970)
- Quella strana ragazza (That Girl) - serie TV, episodio 5x06 (1970)
- The Tim Conway Comedy Hour - serie TV, 11 episodi (1970)
- La famiglia Partridge (The Partridge Family) - serie TV, episodio 1x24 (1971)
- The Partners - serie TV, episodio 1x01 (1971)
- Gli orsacchiotti di Chicago (The Chicago Teddy Bears) - serie TV, 13 episodi (1971)
- Love, American Style - serie TV, episodi 4x11–5x12 (1972-1973)
- Steambath, regia di Burt Brinckerhoff - film TV (1973)
- La costola di Adamo (Adam's Rib) - serie TV, episodio 1x08 (1973)
- Kojak - serie TV, episodio 1x03 (1973)
- Insight - serie TV, episodi 1x362–1x367 (1973-1974)
- Amy Prentiss - serie TV, episodi 1x01–1x02–1x03 (1974-1975)
- Sulle strade della California (Police Story) - serie TV, episodi 1x17–3x22–4x17 (1974-1977)
- Toma - serie TV, episodio 1x16 (1974)
- Movin' On - serie TV, 5 episodi (1975-1976)
- Baretta - serie TV, 4 episodi (1975-1977)
- Kolchak: The Night Stalker - serie TV, episodio 1x15 (1975)
- Barney Miller - serie TV, episodio 2x02 (1975)
- Bert D'Angelo Superstar - serie TV, episodio 1x05 (1976)
- La grande rapina (The Great Robbery), regia di Marvin J. Chomsky - film TV (1976)
- Flo's Place, regia di Don Weis - film TV (1976)
- Starsky & Hutch - serie TV, episodio 2x06 (1976)
- Squadra Most Wanted (Most Wanted) - serie TV, episodio 1x04 (1976)
- Buongiorno, dottor Bedford (The Practice) - serie TV, episodio 2x05 (1976)
- Le strade di San Francisco (The Streets of San Francisco) - serie TV, episodio 5x12 (1977)
- Loves Me, Loves Me Not - serie TV, 6 episodi (1977)
- Charlie's Angels - serie TV, episodio 2x01 (1977)
- Arcibaldo (All in the Family) - serie TV, episodio 8x16 (1978)
- The Ted Knight Show - serie TV, episodio 1x02 (1978)
- Il paradiso non può più attendere (Human Feelings), regia di Ernest Pintoff - film TV (1978)
- Wonder Woman - serie TV, episodio 3x08 (1978)
- L'incredibile Hulk (The Incredible Hulk) - serie TV, episodio 2x10 (1978)
- Angeli volanti (Flying High) - serie TV, episodio 1x11 (1978)
- Time Out (The White Shadow) - serie TV, episodio 1x04 (1978)
- Benson - serie TV, episodi 1x02–1x21 (1979–1980)
- Colorado (Centennial) - miniserie TV, episodio 1x08 (1979)
- Kazinski - serie TV, episodio 1x16 (1979)
- A Cry for Love, regia di Paul Wendkos - film TV (1980)
- Rise and Shine - serie TV, episodio 1x01 (1981)
- F.B.I. oggi (Today's F.B.I.) - serie TV, episodio 1x03 (1981)
- Jenny e Chachi (Joanie Loves Chachi) - serie TV, 16 episodi (1982-1983)
- Fantasilandia (Fantasy Island) - serie TV, episodi 6x07–7x02 (1982-1983)
- WKRP in Cincinnati - serie TV, episodio 4x13 (1982)
- Matt Houston - serie TV, episodio 1x01 (1982)
- Masquerade - serie TV, episodio 1x09 (1984)
- Punky Brewster - serie TV, episodio 1x06 (1984)
- Hotel - serie TV, episodio 2x04 (1984)
- A-Team (The A-Team) - serie TV, episodio 4x12 (1985)
- Tough Cookies - serie TV, 6 episodi (1986)
- Hill Street giorno e notte (Hill Street Blues) - serie TV, episodio 7x08 (1986)
- New York New York (Cagney & Lacey) - serie TV, episodio 7x06 (1987)
- I quattro della scuola di polizia (21 Jump Street) - serie TV, episodio 3x08 (1989)
- Il cane di papà (Empty Nest) - serie TV, episodio 3x07–5x23 (1990–1993)
- Lenny - serie TV, episodio 1x05 (1990)
- L.A. Law - Avvocati a Los Angeles (L.A. Law) - serie TV, 4 episodi (1991–1993)
- Hunter - serie TV, episodio 7x22 (1991)
- Cuori senza età (The Golden Girls) - serie TV, episodio 7x18 (1992)
- Corsie in allegria (Nurses) - serie TV, episodio 2x01 (1992)
- The John Larroquette Show - serie TV, episodio 1x07 (1993)
- Due poliziotti a Palm Beach (Silk Stalkings) - serie TV, episodio 3x13 (1994)
- Ma che ti passa per la testa? (Herman's Head) - serie TV, episodio 3x21 (1994)
- Cinque in famiglia (Party of Five) - serie TV, episodio 3x25–6x15 (1997–2000)
- Chicago Hope - serie TV, episodio 3x13 (1997)
- Pacific Blue - serie TV, episodio 3x01 (1997)
- Scuola di polizia (Police Academy: The Series) - serie TV, episodio 1x14 (1998)
- Profiler - Intuizioni mortali (Profiler) - serie TV, episodio 2x13 (1998)
- The District - serie TV, episodio 1x13 (2001)

### Doppiatore
- The Thing (1979)
- La Cosa (Fred and Barney Meet the Thing), regia di Ray Patterson, George Gordon e Carl Urbano (1979)
- No Man's Valley, regia di Bill Melendez e Phil Roman (1981)
- Rosaura (Serendipity monogatari pure to no nakamatach) - miniserie TV (1983)
- Kagaku ninja tai Gatchaman - miniserie TV (1994–1995)

## Doppiatori italiani
Nelle versioni in italiano delle opere in cui ha recitato, Art Metrano è stato doppiato da:
- Gianni Bonagura in Scuola di polizia 3 - Tutto da rifare
- Stefano De Sando in Scuola di polizia 2 - Prima missione
- Michele Gammino in Charlie's Angels
- Glauco Onorato in Starsky & Hutch